# Hindley (Wielki Manchester)
Hindley – miasto w Anglii, w hrabstwie ceremonialnym Wielki Manchester, w dystrykcie metropolitalnym Wigan. Leży 24 km na zachód od centrum miasta Manchester. W 2001 miasto liczyło 23 457 mieszkańców.